# AppGallery
AppGallery je obchod s aplikacemi pro zařízení s mobilním operačním systémem HarmonyOS. Je provozován společností Huawei, která ho celosvětově zprovoznila v roce 2018.

## Historie
Aplikace AppGallery byla vyvinuta v roce 2011 v Číně, na mezinárodní trh se však dostala až v roce 2018.
V květnu 2019 byla společnost Huawei přidána na seznam entit ministerstvem obchodu Spojených států amerických, to následně zakázalo produktům společnosti Huawei přístup k mobilním službám Google (GMS), obchodu Google Play a dalším aplikacím.
V důsledku toho musela společnost Huawei začít prodávat svá nová zařízení s vlastním obchodem aplikací, kterou se stala právě AppGallery. V té jsou aplikace naprogramovány pomocí vlastních mobilních služeb Huawei (HMS).
Dne 9. srpna 2019, Huawei spustil nový operační systém HarmonyOS. V roce 2019 bylo v AppGallery 45 000 aplikací pro operační systém Android využívajících mobilní služby Huawei (HMS).
Během třetího čtvrtletí roku 2020 dosáhla AppGallery 350 miliard stažení některé z dostupných aplikací. V roce 2020 měla AppGallery 490 milionů uživatelů ve více než 170 zemích a regionech, K 1. březnu 2021 měla AppGallery více než 530 milionů aktivních uživatelů.
Velký zlom nastal v roce 2021, kdy Huawei zveřejníl novou verzi operačního systému HarmonyOS a to HarmonyOS 2.0, v té byl totiž obchod AppGallery již předinstalovanou aplikací místo Obchodu Play. Asi po týdnu Huawei spustil v AppGallery samostatnou sekci HarmonyOS, aby tak lidé věděli které aplikace jsou kompatibilní s Androidem a které s HarmonyOS. Aplikace speciálně vytvořené pro HarmonyOS nesly malý odznak „HMOS“ v pravém rohu ikony aplikace.
27. července 2022, během události HarmonyOS 3, Huawei oznámil, že jeho ekosystém má již 5,4 milionu globálních vývojářů, což je rapidní nárůst oproti zhruba 1,6 milionu vývojářů, jenž zaměstnával v roce 2020. V říjnu 2022 měla AppGallery 580 milionů aktivních uživatelů měsíčně.